# Барный тур
Ба́рный тур, тур по ба́рам, похо́д по кабака́м (англ. pub crawl [пабкроул]); также бар-хоппинг (от англ. bar hopping — «прыгание» по барам) — мероприятие, заключающееся в том, что один или, чаще, группа людей выпивают последовательно в нескольких пабах или барах.

## Происхождение
Термин англ. pub crawl пришёл из Великобритании. Происхождение обычая неизвестно (У. Джен ассоциирует его с возвращением пролетариев с работы пешком, с остановками в кабаках по дороге для отдыха), в США обычай распространился в начале XX века.

## Формат мероприятия
Туры по барам могут быть спонтанными и организованными.
Спонтанный поход — это, как правило, просто поход друзей по барам в пятницу вечером; приуроченными к событию — обычно это праздник типа Дня св. Патрика или Хэллоуина, а также способ отметить «мальчишник» или «девичник», день рождения, получение диплома или любое другое событие. Иногда это может быть действительно спонтанный поход только что познакомившихся в каком-нибудь баре людей и решивших продолжить веселье в другом заведении.
Организованные походы могут быть как однократными, так и регулярными. При этом они могут быть некоммерческими и организованы как в режиме флешмоба (смартмоба), так и коммерческими, являющимися в крупных городах для местных жителей и туристов развлечением под руководством гида или способом пройтись по «нетуристическим» местам. Организованные туры бывают специализированными: коктейльные туры, пивные и т. п.
Популярны пабкроулы, связанные с перемещением на метро, часто их называют subcrawl (от амер. англ. Subway «метро»). Участники едут по какой-нибудь линии метро, выходя на станциях и выпивая в барах.
Одним из таких сабкроулов является мероприятие, устраиваемое В Лондоне выходцами из Новой Зеландии, празднующими день основания страны. Они едут по кольцевой линии, выходя на каждой станции и выпивая в барах. Катаются на метро и пабкроулеры из шотландского Глазго.

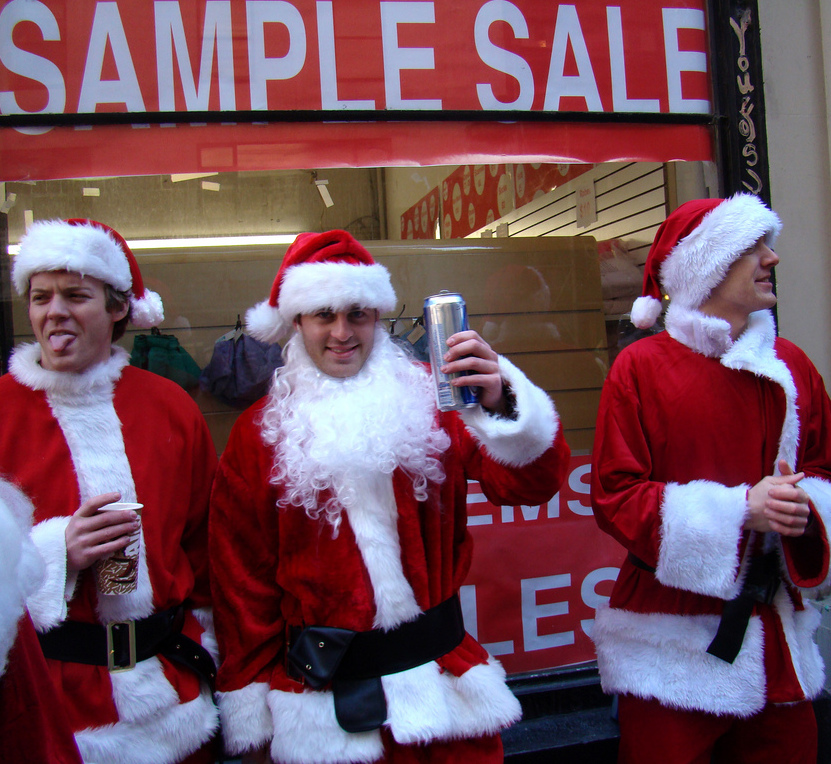
СантаКон^{en} — популярный пабкроул. Нью-Йорк, 2008

Обычно барный тур собирает 15-30 человек, которые знакомятся и веселятся весь вечер вместе. Но в мире могут проходить акции, собирающие сотни, а иногда и тысячи человек. Так, австралийский The World’s Greatest Pub Fest вписан в книгу рекордов Гиннесса как самый большой регулярный пабкроул в мире: рекорд ему принесли 4718 человек 14 июня 2009 года.
Также туры по барам популярны в разных странах на рождество, самым большим рождественским пабкроулом стало мероприятие с говорящим названием «12 баров Рождества», проведённое в Чикаго в 2010 году и собравшее 10 тысяч человек.

## Оценки
Барные туры обычно ассоциируется с нетуристическими барами, весёлой компанией, новыми знакомствами и интересными играми.
Преимуществом организованного пабкроула перед спонтанным, несомненно, является ознакомление туристов и местных жителей с экзотическими аспектами города, а также большая длительность посещений баров. В то же время, с организационной точки зрения такой тур по барам достаточно сложен в подготовке.
Но не везде эти мероприятия проходят мирно. Так, в Барселоне власти решили запретить проведение пабкроулов, из-за того что их участники часто нарушали общественный порядок.
Однако, в целом, в мире подобные мероприятия оцениваются положительно, их рекомендуют своим посетителям хостелы и гостиницы, а наличие у подобных туров ведущего и договорённостей с барами делает их безопасными для туриста, незнакомого с обычаями чужой страны.